# Иделер (лунный кратер)
Кратер Иделер (лат. Ideler) — крупный ударный кратер в южной материковой части видимой стороны Луны. Название присвоено в честь немецкого астронома Христиана Людвига Иделера (1766 — 1846) и утверждено Международным астрономическим союзом в 1935 г. 

## Описание кратера

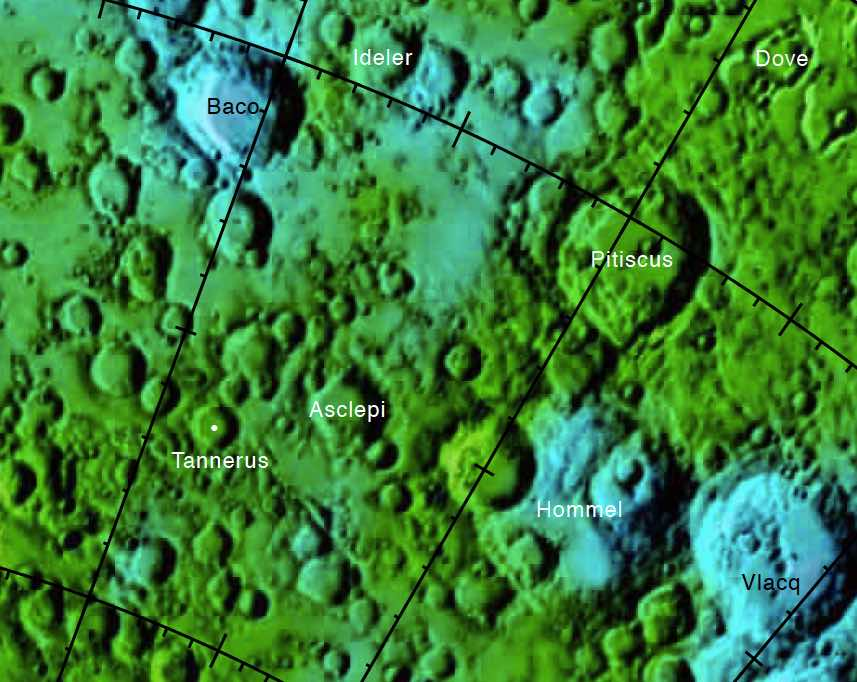
Окрестности кратера Иделер. Фрагмент карты области южного полюса Луны.

Ближайшими соседями кратера являются кратер Брейслак на западе-северо-западе; кратер Бароцци на северо-западе; кратер Спалланцани на северо-востоке; кратер Питиск на востоке-юго-востоке и кратер Бэкон на юго-западе. Селенографические координаты центра кратера 49°19′ ю. ш. 22°14′ в. д. / 49,32° ю. ш. 22,24° в. д., диаметр 37,8 км, глубина 2,33 км.
Кратер имеет полигональную форму с небольшим выступом в юго-западной части. Вал сглажен, в северной части отмечен скоплением мелких кратеров. Восточная часть кратера перекрывает сателлитный кратер Иделер L (см. ниже), образуя сдвоенную пару. Внутренний склон вала широкий и гладкий. Высота вала над окружающей местностью достигает 1010 м , объем кратера составляет 1 061 км3. Дно чаши ровное, без приметных структур.

## Сателлитные кратеры

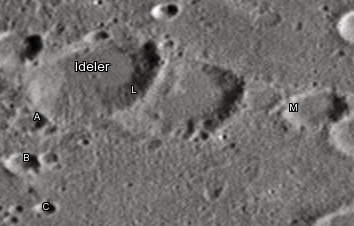
Снимок Девида Кемпбелла.

| Иделер | Координаты                                            | Диаметр, км |
| ------ | ----------------------------------------------------- | ----------- |
| A      | 50°13′ ю. ш. 21°56′ в. д. / 50,21° ю. ш. 21,93° в. д. | 10,7        |
| B      | 50°47′ ю. ш. 22°21′ в. д. / 50,78° ю. ш. 22,35° в. д. | 9,7         |
| C      | 51°20′ ю. ш. 23°14′ в. д. / 51,34° ю. ш. 23,23° в. д. | 6,4         |
| L      | 49°20′ ю. ш. 23°39′ в. д. / 49,33° ю. ш. 23,65° в. д. | 36,5        |
| M      | 49°00′ ю. ш. 25°34′ в. д. / 49° ю. ш. 25,57° в. д.    | 18,2        |

## См.также
- Список кратеров на Луне
- Лунный кратер
- Морфологический каталог кратеров Луны
- Планетная номенклатура
- Селенография
- Минералогия Луны
- Геология Луны
- Поздняя тяжёлая бомбардировка